# Miguel Ferrando i Rocher
Miguel Ferrando Rocher (Alcoi, 13 de setembre de 1985), és un director d'escena, dramaturg, professor i enginyer valencià.

## Biografia

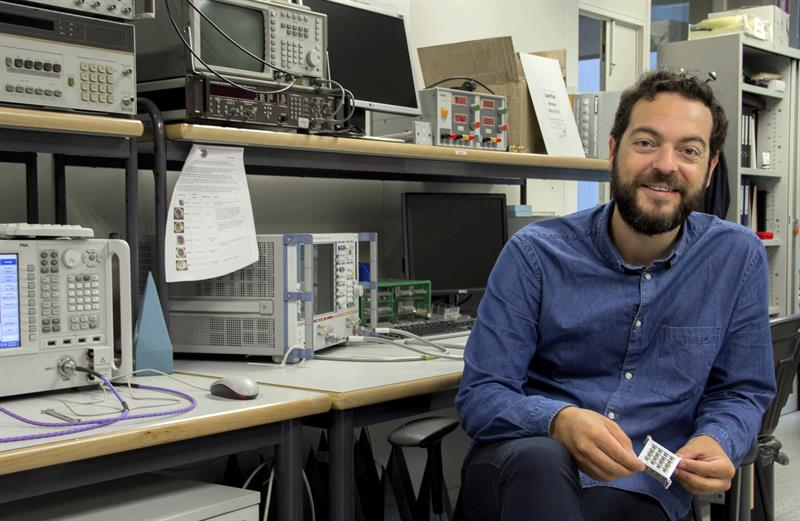
Miguel Ferrando-Rocher al seu laboratori APL (Antennas and Propagation Lab) de la Universitat Politècnica de València, després de rebre el premi URSI 2017.

Es un enginyer de telecomunicacions i professor universitari espanyol. Va obtenir el títol de doctor en Enginyeria de Telecomunicacions per la Universitat Politècnica de València el 2012, i actualment és professor titular de Teoria del Senyal i Comunicacions a l'Escola Tècnica Superior d'Enginyers de Telecomunicació.
A més, és llicenciat en arts escèniques per l'Escola Superior d'Art Dramàtic de València, especialitzat en direcció d'escena i dramatúrgia. El seu treball final de carrera va ser tutoritzat pel dramaturg Carles Alberola i va comptar amb la participació de l'actriu Paula Usero.
El 2013, va fundar la companyia de teatre Groc Teatre, que ell mateix dirigeix. Les produccions de la companyia prenen com a punt de partida fets reals, que serveixen de font d'inspiració per a les seves obres.

## Obres literàries
- Genovese[2](2017), Premi MAX de Teatre 2019
- Tourmalet (2018), Premi Escènia Foios 2019
- Aurea (2019), Graners de Creació de l'Ajuntament de Valéncia (2019)
- L'Innocent (2021)

## Premis[calcitació]

### Teatre
- Premi nacional de teatre: Max 2019 per Genovese
- Premi Escènia Foios[3] a la millor obra (2019) per Tourmalet

### Enginyeria
- Premi URSI 2017, al millor jove investigador d'Espanya[4]
- Premi AIRBUS Defence and Space
- Premi Extraordinari de Tesis Doctorals de la Universitat Politècnica de València